# José Luís de Castro
José Luís de Castro (Lisboa, 19 de agosto de 1744 — Lisboa, 23 de março de 1819), o 2.º Conde de Resende, foi um nobre português. Foi Almirante de Portugal e o 13º vice-rei do Brasil por onze anos, de 4 de junho de 1790 a 14 de outubro de 1801.

## Vice-reinado

### Resumo de sua administração

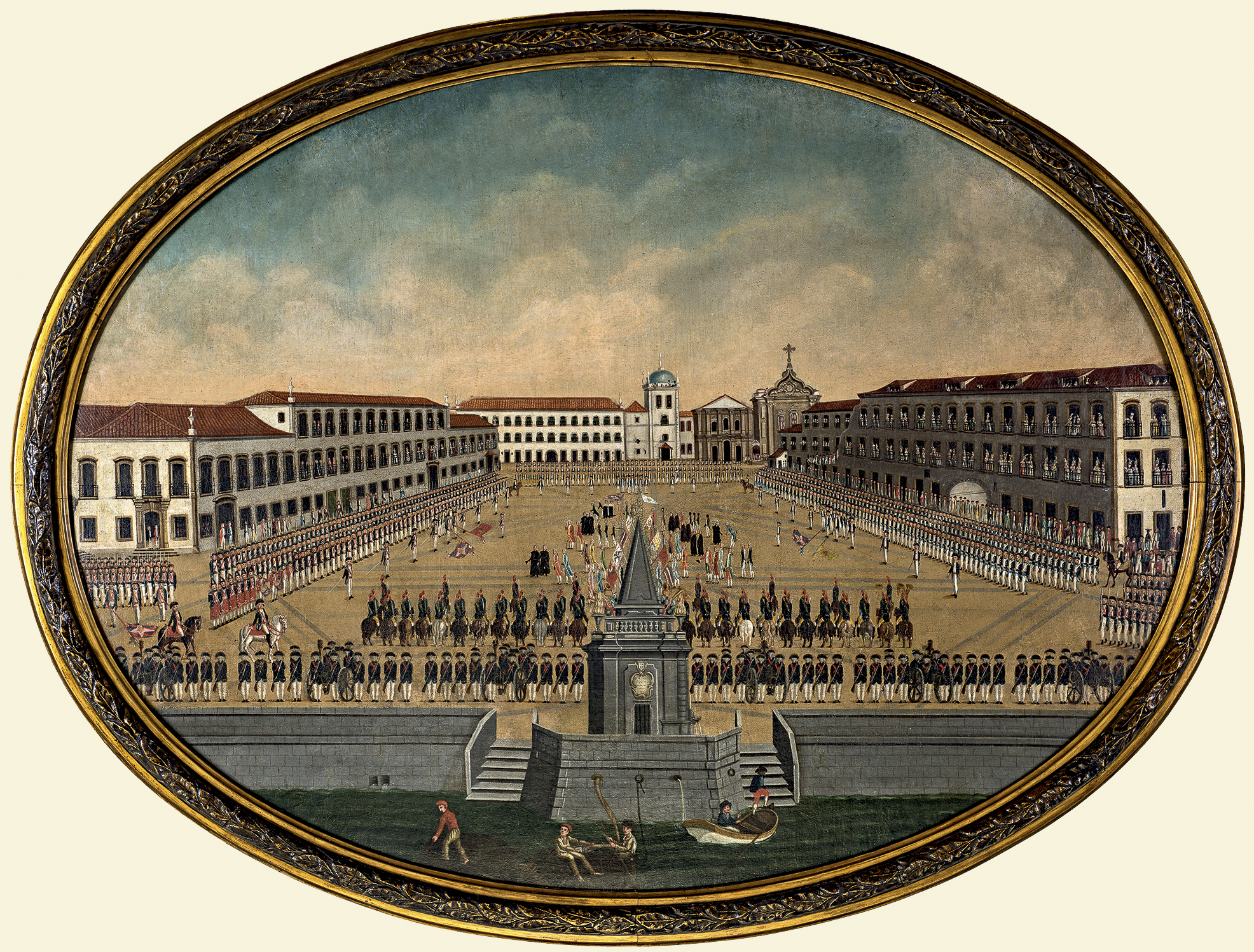
Revista militar no Largo do Paço, atual Praça XV, pintura de Leandro Joaquim, por volta de 1790. Coleção do Museu Histórico Nacional.

O conde de Resende foi um administrador que não contou com a simpatia do povo. Além de ter tomado medidas impopulares, era homem ríspido e intratável. Desconfiado em relação aos intelectuais e aos maçons — achando que tramavam contra a Coroa portuguesa —, fechou a Sociedade Literária criada por seu antecessor, tendo mandado prender e processar os seus membros, inclusive o poeta Manuel Inácio da Silva Alvarenga e Mariano José Pereira da Fonseca, futuro Marquês de Maricá. Esses só foram soltos por ordem do novo Ministro, D. Rodrigo de Sousa Coutinho, depois Conde de Linhares.
Quando Portugal entrou em guerra contra a França, por consequência da Revolução Francesa, coube ao vice-rei tomar providências militares.
Datam de sua época a organização do serviço de Correios para o Brasil e a Conjuração Baiana. Ao encerrar o seu governo, registravam-se, nas capitanias de Rio Grande do Sul e do Mato Grosso, repercussões da guerra contra a Espanha, como a definitiva conquista, para o Brasil, do território dos Sete Povos das Missões Orientais do Uruguai.
O conde de Resende foi o iniciador da iluminação do Rio de Janeiro com óleo de baleia.

### Julgamento da inconfidência mineira
Em seu tempo como vice-rei do Brasil, foram julgados e condenados os inconfidentes mineiros de 1789. 
Diversas reuniões foram realizadas, sem que se alcançasse um consenso quanto a sentença de Tiradentes. Em uma dessas, que se prolongava pela madrugada, sem que os juízes chegassem a uma conclusão, com o intuito de acalmar os temores dos juízes e influenciar na decisão, quanto a uma possível reação popular, diante da execução da sentença, que pelo crime de “lesa-majestade” não poderia ser outra, senão a forca,  D. José Luis Martinho de Mello e Castro, 2º Conde de Resende e Vice-Rei do Brasil, teria afirmado: “Brasileiro não reage nem a chibata na cara...”

Sua correspondência para a Corte, em 29 de maio de 1792, comunicando as sentenças dadas aos réus da Conjuração de Minas Gerais, mostra a severidade e o receio dos juízes quanto ao destino de Tiradentes: 
“No dia 18 de Abril em conferência que durou até as duas horas da noite foram sentenciados em relação os réus da Conjuração de Minas Gerais. Sustentaram os juízes os seus votos até a decisão dos segundos embargos; e sendo então apresentada na mesa a carta régia de 15 de Outubro de 1790, julgaram somente o réu Joaquim  Xavier em execução da pena última que mandei executar.
Como o chanceller remete o traslado de todo o processo sumário, por evitar extensão, não respeito a mudança e última decisão, que pela dita carta régia houve nos degredos, para os quais, em seu cumprimento se vão expedindo os réus a medida que se oferece ocasião de embarcações. E já fiz partir para Angola os quatro réus Ignácio José de Alvarenga, Francisco  Lopes, José Alvares Macel e Luis Vaz de Toledo Peza: e para Moçambique, e Rio de Sena, pelo navio da Índia Nossa Senhora da Conceição princesa de Portugal, os sete réus Thomás Antonio Gonzaga, José Ayres Gomes, Vicente Vieira da Motta, João da Costa Rodrigues,  Antonio de Oliveira Lopes, Victoriano Gonçalves Vellozo, e Salvador Carvalho do Amaral Gorgel. Deus guarde a Vossa Exª. Rio de Janeiro 29 de maio de 1792. Senhor Martinho de Mello e Castro. Conde de Rezende”.
Apesar do poeta Cláudio Manuel da Costa ter sido encontrado morto na prisão, tendo sua morte declarada como tendo sido suicídio, apenas Tiradentes foi executado, os demais tiveram a pena comutada para degredo perpétuo por D. Maria I.

## Família
D. José Luís de Castro era o filho mais velho de D. António José de Castro, o 1.º Conde de Resende, e de sua esposa, Teresa Xavier da Cunha e Távora.
Em 11 de setembro de 1774, casou com D. Maria do Resgate do Rosário de Noronha, uma neta, por parte do pai, do 4.º Conde de Arcos e, por parte da mãe, do 1.º Marquês de Alorna. Eles tiveram doze filhos juntos:
- D. António Benedito José Maria Rafael Francisco Baltasar de Castro (1775, natimorto)
- D. Lourenço Benedito de Castro (1776-1783)
- D. Luís Inocêncio Benedito de Castro, 3º conde de Resende (1777-1824)
- D. Marcos Benedito de Castro (1778-1781)
- D. Maria Benedita do Patrocínio de Castro, casada com o 4.º Conde de Povolide, sem descendência;
- D. José Benedito de Castro (1780-?), casado com Minervina Barbosa, com descendência;
- D. Maria de Castro (1782-1788)
- D. Manuel Benedito de Castro (1785-1802)
- D. Ana Benedita de Castro (1786-?)
- D. Teresa Benedita de Castro (1787-?)
- D. Pedro de Castro (1788-1788)
- D. João Benedito de Castro (1790-?)